# Canton de Saint-Aubin-du-Cormier
Le canton de Saint-Aubin-du-Cormier est une ancienne division administrative française, située dans le département d'Ille-et-Vilaine et la région Bretagne.

## Composition

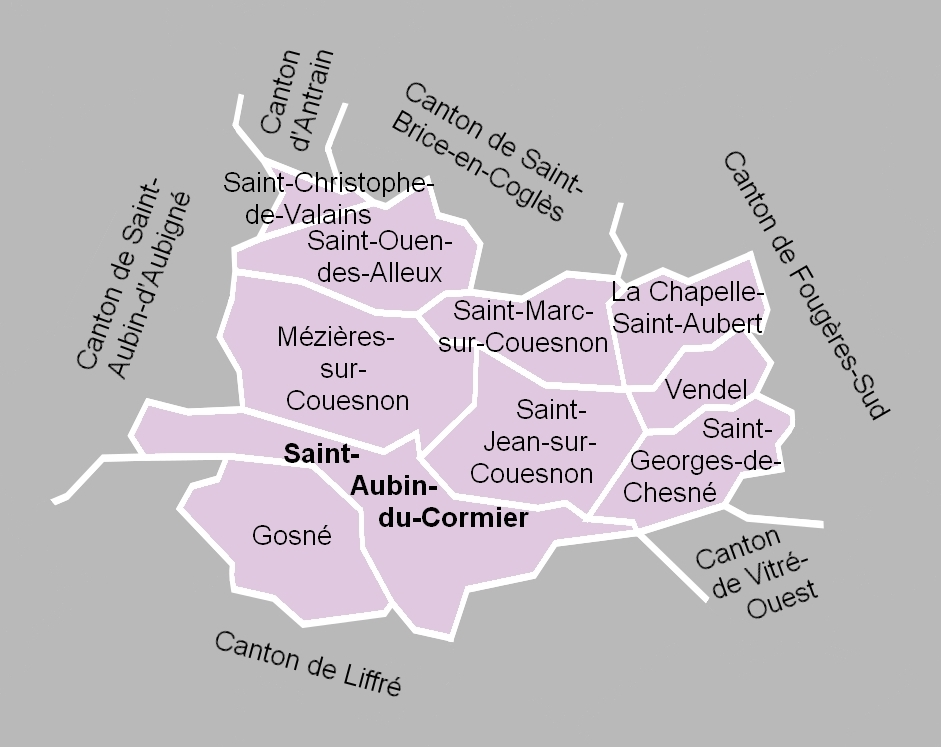
La carte des communes du canton. Les cantons limitrophes étaient ceux de Saint-Aubin-d'Aubigné, d'Antrain, de Saint-Brice-en-Coglès, de Fougères-Sud, de Vitré-Ouest et de Liffré.

Le canton de Saint-Aubin-du-Cormier comptait 11 636 habitants en 2012 (population municipale) et groupait dix communes :
- La Chapelle-Saint-Aubert ;
- Gosné ;
- Mézières-sur-Couesnon ;
- Saint-Aubin-du-Cormier ;
- Saint-Christophe-de-Valains ;
- Saint-Georges-de-Chesné ;
- Saint-Jean-sur-Couesnon ;
- Saint-Marc-sur-Couesnon ;
- Saint-Ouen-des-Alleux ;
- Vendel.

À la suite du redécoupage des cantons pour 2015, toutes les communes sont rattachées au canton de Fougères-1.
Contrairement à beaucoup d'autres cantons, le canton de Saint-Aubin-du-Cormier n'incluait aucune commune supprimée depuis la création des communes sous la Révolution.

## Représentation

### Conseillers généraux de 1833 à 2015
- De 1833 à 1848, les cantons de Saint-Aubin-du-Cormier et de Fougères-Sud avaient le même conseiller général. Le nombre de conseillers généraux était limité à 30 par département[2].

| Période | Période          | Identité                                  | Étiquette                     | Qualité |
| ------- | ---------------- | ----------------------------------------- | ----------------------------- | --- |
| 1833    | 1836             | Henri-Mathurin Devalloys                  |                               | Ancien sous-intendant militaire                                                                                                 |
| 1836    | 1844 (démission) | Joseph Marie Lemoine de la Giraudais      |                               | Avocat à Fougères |
| 1844    | 1848             | Charles Tréhu de Monthierry               | Opposition libérale           | Avocat à Fougères, député (1835-1848)                                                                                           |
| 1848    | 1864             | Hippolyte Sulpice Le Beschu de Champsavin |                               | Conseiller à la cour impériale de Rennes, maire de Mézières                                                                     |
| 1864    | 1883             | Comte Joseph de la Bélinaye               | Droite légitimiste            | Propriétaire, maire de Saint-Christophe-de-Valains                                                                              |
| 1883    | 1909 (décès)     | Jean-Baptiste Divel                       | Nationaliste puis Boulangiste | Maire de Mézières-sur-Couesnon (1892-1909)                                                                                      |
| 1909    | 1919 (démission) | Pierre Meigné                             | Rad.                          | Négociant à Saint-Aubin-du-Cormier                                                                                              |
| 1919    | 1931             | Alexandre Lefas                           | URD                           | Professeur de faculté de droit, député (1902-1919 et 1924-1933), sénateur (1933-1941), président du conseil général (1924-1928) |
| 1931    | 1940             | Pierre Morel                              | Rad.                          | Vétérinaire, maire de Saint-Aubin-du-Cormier, conseiller d'arrondissement Nommé conseiller départemental en 1943                |
|         |                  |                                           |                               | |
| 1945    | 1973 (décès)     | Pierre Morel                              | Rad.                          | Vétérinaire, maire de Saint-Aubin-du-Cormier                                                                                    |
| 1973    | 1982             | Jean Taillandier                          | SE puis PS                    | Directeur d'école, maire-adjoint de Saint-Ouen-des-Alleux (1977-1989)                                                           |
| 1982    | 2001             | Pierre Renault                            | RPR                           | Masseur-kinésithérapeute, maire de Saint-Aubin-du-Cormier (1983-2001)                                                           |
| 2001    | 2012 (décès)     | Jean Taillandier                          | PRG                           | Retraité de l'éducation nationale, maire de Saint-Ouen-des-Alleux (1989-2011)                                                   |
| 2012    | 2015             | Marie-Thérèse Auneau                      | PRG                           | Enseignante retraitée, maire de Saint-Aubin-du-Cormier (2001-2014)                                                              |

### Conseillers d'arrondissement (de 1833 à 1940)
Le canton de Saint-Aubin-du-Cormier appartenait à l'arrondissement de Fougères.
| Période                                  | Période      | Identité                         | Étiquette | Qualité |
| ---------------------------------------- | ------------ | -------------------------------- | --------- | --- |
| 1833                                     | 1848         | Bonaventure Joseph Marie Provost |           | Docteur en médecine, maire de Saint-Aubin-du-Cormier                                                        |
|                                          |              |                                  |           | |
|                                          | 1888 (décès) | Jean-Marie Denis (1819-1888)     |           | Cultivateur, maire de Gosné                                                                                 |
|                                          |              |                                  |           | |
|                                          | 1896 (décès) | M. Rousselot                     |           | |
|                                          |              |                                  |           | |
| 1904                                     | 1910         | François-Paul Cron               |           | Notaire, adjoint au maire de Saint-Aubin-du-Cormier                                                         |
| 1910                                     | 1919         | Jean Divel                       | RG        | Maire de Saint-Marc-sur-Couesnon                                                                            |
| 1919                                     | 1931         | Pierre Morel (1886-1973)         | Rad.      | Vétérinaire, maire de Saint-Aubin-du-Cormier                                                                |
| 1931                                     | 1940         | Pierre Legrand                   |           | Maire de Saint-Georges-de-Chesné                                                                            |
| 1940                                     |              |                                  |           | Les conseils d'arrondissement ont été suspendus par la loi du 12 octobre 1940 et n'ont jamais été réactivés |
| Les données manquantes sont à compléter. |              |                                  |           | |

Le canton participe à l'élection du député de la sixième circonscription d'Ille-et-Vilaine.

## Démographie
| 1962  | 1968  | 1975  | 1982  | 1990  | 1999  | 2006   | 2011   | 2012   |
| ----- | ----- | ----- | ----- | ----- | ----- | ------ | ------ | ------ |
| 7 378 | 6 910 | 6 577 | 7 085 | 7 170 | 8 366 | 10 385 | 11 423 | 11 636 |

## Pompiers
Il y a 2 centres d'incendies et de secours dans le canton de Saint Aubin du Cormier.
Le centre de secours de Saint Aubin du Couesnon qui regroupe les sites de Saint Aubin du Cormier et de Mézières sur Couesnon en coopération de centre pour pallier le manque de disponibilité de l'effectif de ces deux centres. À terme, lors de la construction de la nouvelle caserne sur la commune de Saint Aubin du Cormier, le site de Mézières sur Couesnon fermera.
Le centre de secours de Saint Ouen des Alleux qui défend le nord du canton.